# NGC 7742
NGC 7742 est une galaxie spirale (régulière ?) située dans la constellation de Pégase. Sa vitesse par rapport au fond diffus cosmologique est de 1 292 ± 26 km/s, ce qui correspond à une distance de Hubble de 19,06 ± 1,4 Mpc (∼62,2 millions d'al). NGC 7742 a été découverte par l'astronome germano-britannique William Herschel en 1784.
La classe de luminosité de NGC 7742 est II et elle présente une large raie HI. Elle aussi est une galaxie LINER, c'est-à-dire une galaxie dont le noyau présente un spectre d'émission caractérisé par de larges raies d'atomes faiblement ionisés. Elle renferme également des régions d'hydrogène ionisé (HII).
Selon certaines sources consultées, NGC 7742 serrait une galaxie active de type Seyfert 2.
NGC 7742 forme une paire de galaxies avec NGC 7743 (UGC 12759). Elle a aussi été utilisée par Gérard de Vaucouleurs dans son atlas de galaxies comme exemple de galaxie de type morphologique SAB(r)ab.
À ce jour, six mesures non basées sur le décalage vers le rouge (redshift) donnent une distance de 25,783 ± 19,912 Mpc (∼84,1 millions d'al), ce qui est à l'intérieur des valeurs de la distance de Hubble.

## Caractéristiques
NGC 7742 est une galaxie spirale abritant un anneau de formation stellaire en son sein. Bien visible sur les images du télescope spatial Hubble ou d'étude SDSS (ci-dessus à droite, dans l'encadré), l'anneau d'étoiles bleutées est nettement s'éparer du bulbe galactique par 3 000 années-lumière de distance. Cette structure pourrait être le résultat d'une fusion mineure de galaxies, il y a 2 ou 3 milliards d'années.

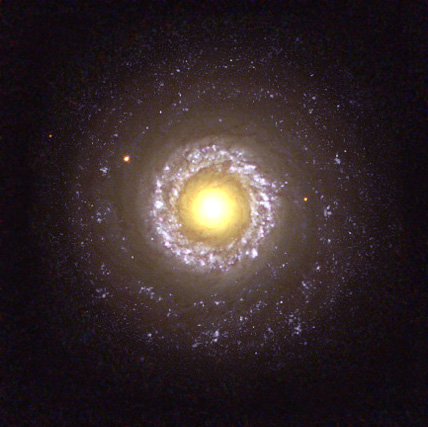
NGC 7742 par le télescope spatial Hubble.

## Supernova
Deux supernovas ont été observées dans NGC 7742 : SN 1993R et SN 2014cy.

### SN 1993R
Cette supernova a été découverte le 2 juin 1993 par R. R. Treffers, B. Leibundgut et A. V. Filippenko de l'Université de Californie à Berkeley ; et M. W. Richmond de l'université de Princeton. D'une magnitude apparente de 17 au moment de sa découverte, elle était de type II.

### SN 2014cy
Cette supernova a été découverte le 31 août 2014 par l'astronome japonais K. Nishimura. D'une magnitude apparente de 16,2 au moment de sa découverte, elle était de type II.